# Episodi di Soko 5113 (ventitreesima stagione)
La ventitreesima stagione della serie televisiva Soko 5113 è stata trasmessa in anteprima in Germania dalla ZDF tra il 27 dicembre 2002 e il 15 aprile 2003.
| nº | Titolo originale                   | Titolo italiano | Prima TV Germania | Prima TV Italia |
| -- | ---------------------------------- | --------------- | ----------------- | --------------- |
| 1  | Blutopfer                          |                 | 27 dicembre 2002  |                 |
| 2  | Das Geheimnis von Blandford Castle |                 | 1º gennaio 2003   |                 |
| 3  | Die Stimme                         |                 | 11 febbraio 2003  |                 |
| 4  | Um jeden Preis                     |                 | 18 febbraio 2003  |                 |
| 5  | Gegen den Strom                    |                 | 25 febbraio 2003  |                 |
| 6  | Das letzte Wort                    |                 | 18 febbraio 2003  |                 |
| 7  | Alles Tarnung                      |                 | 10 marzo 2003     |                 |
| 8  | Der letzte Schliff                 |                 | 18 marzo 2003     |                 |
| 9  | Seitensprünge                      |                 | 25 marzo 2003     |                 |
| 10 | Andere Zeiten                      |                 | 1º aprile 2003    |                 |
| 11 | Die Königsmacher                   |                 | 8 aprile 2003     |                 |
| 12 | Match over                         |                 | 15 aprile 2003    |                 |